# Nunzio Malasomma
Nunzio Malasomma, född  4 februari 1894  i Caserta, död 12 januari 1974 i Rom, var en italiensk filmregissör och manusförfattare som under sin långa karriär gjorde filmer inom i stort sett varje nya genre som uppfanns under hans aktiva tid med ett notabelt undantag. Han gjorde aldrig något försök att åstadkomma en neorealistisk film. Malasommas karriär som regissör började med ett klassiskt stumfilmsäventyr 1923 och slutade 1967 med en spaghettivästern.

## Uppväxt och tidig karriär
Malasommas föräldrar ville att han skulle söka sin försörjning inom ett tekniskt yrke och han utbildade sig därför till ingenjör men lämnade yrket tidigt för att söka sig till stumfilmens värld. Tillsammans med Luciano Doria grundade han 1920 filmtidskriften Fortunio i vilken han skrev de flesta artiklarna och det flitiga författandet fortsatte han med livet ut. Han skrev också själv manusen till merparten av de drygt 40 filmer som han regisserade under sin karriär. Malasommas kapacitet som författare upptäcktes tidigt av regissören Gennaro Righelli som bad honom skriva manus till sin film Amore rosso (1921). Malasomma stannade kvar hos Righelli som lärling i två år och kände sig därefter redo för ett eget filmprojekt. Med vännen Doria som medregissör gjorde han sin första film Un viaggio nell'impossibile (1923) som blev en publikframgång.

## Åren i Tyskland
Italiensk film drabbades i början av 1920-talet av en allmän finansiell kris. Efterfrågan på italienska filmer i utlandet hade nästan upphört, främst på grund av den tilltagande konkurrensen från Hollywood. Det var mycket svårt att få fram pengar för att göra film. Flera italienska filmskapare sökte en lösning på problemet i Tyskland. Dit flyttade förutom Malasomma även Righelli, Mario Bonnard och Guido Brignone. Malasommas tyska karriär inleddes med manuskriptet till Righellis film Steuerlos (1924). Senare samma år regisserade han sin första tyska film Mister Radio som blev väl mottagen i Tyskland och Österrike men även exporterades till bland annat Danmark där den fick titeln Doktor Radio. Totalt kom Malasomma att göra tio filmer under sina år i Tyskland innan han 1932 efter ljudfilmens genombrott i Italien återvände hem. Hans största framgångar under den tyska perioden blev två äventyrsfilmer, regisserade tillsammans med Mario Bonnard, Kampen om Matterhorn (1928) och Ropet från ishavet (1929).

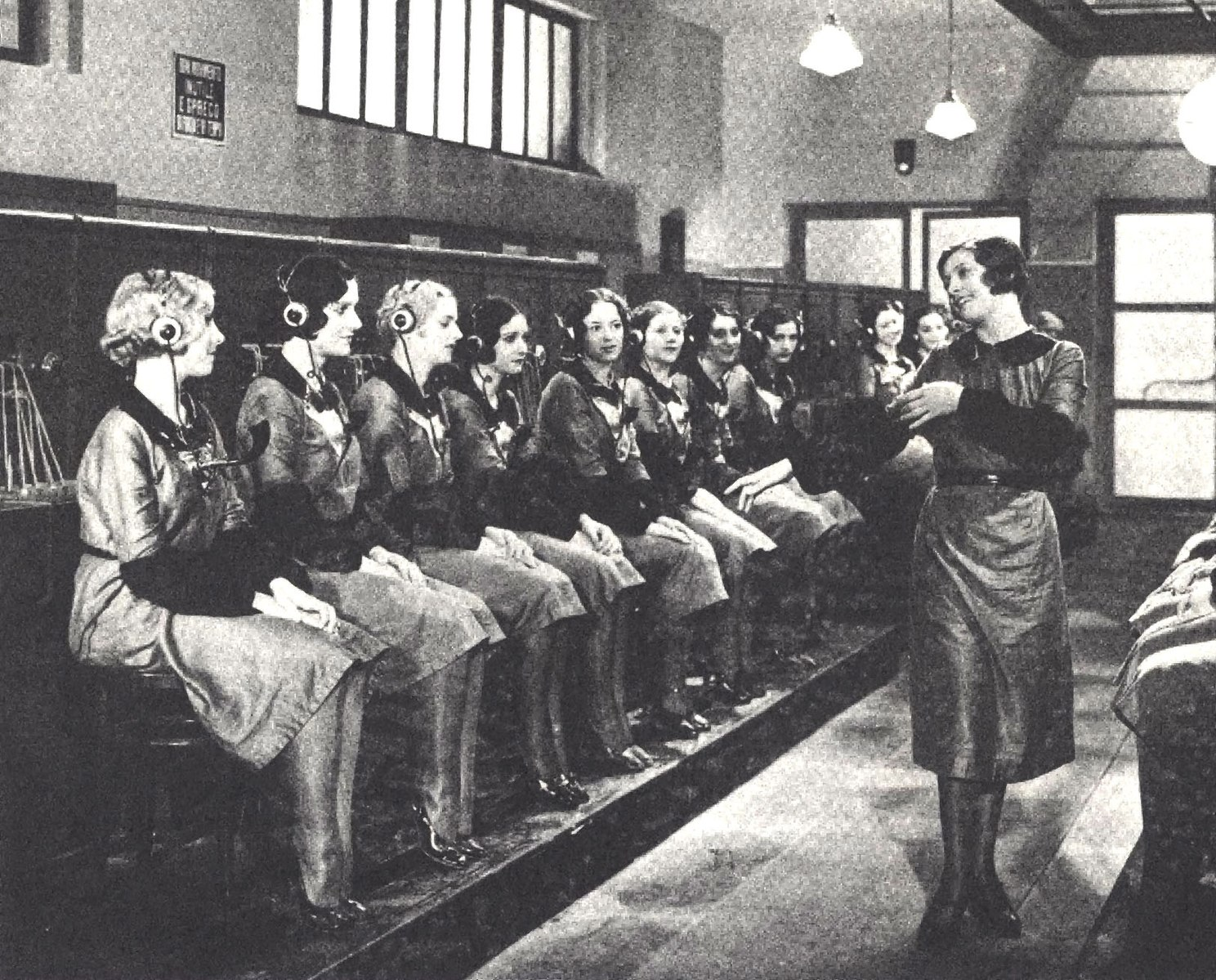
Isa Pola (stående) hade huvudrollen i Malasommas La telefonista (1932)

## Komedier, melodramer och vita telefoner
Malasomma var mycket produktiv under den fascistiska eran. Han regisserade åren 1932–1943 sammanlagt 26 långfilmer. Perioden började med en stor succé, La telefonista (1932), med den snabbt stigande stjärnan Isa Pola i huvudrollen. Den gjordes i två olika språkversioner, vilket var vanligt förekommande på den tiden, och den tyska, regisserad av E. W. Emo, fick titeln Fräulein - Falsch verbunden. Filmens tema var en företeelse som redan då började bli omodern, de komplikationer som en manuell telefonväxel kunde orsaka. Under åren närmast efter denna framgång höll sig Malasomma till den komisk-sentimentala genren som han mer eller mindre menade sig ha uppfunnit i och med La telefonista. Därefter släppte han alltmer sentimentaliteten och rörde sig i riktning mot mer renodlad situationskomik. Hans popularitet i Tyskland höll i sig och åren 1936–38 gjorde han fem filmer för den tyska marknaden, av vilka Den fromma lögnen (1938) blev en stor exportframgång som gick på biograferna även i Sverige och Finland. 
Efter sin andra vistelse i Tyskland började Malasomma göra filmer inom den genre som i Italien kallas telefoni bianchi (”vita telefoner”). Genren kännetecknas av att handlingen och dess överdrivet käcka dialog är förlagd till traditionellt högborgerliga hemmiljöer där det pratas oerhört mycket strunt, inte sällan i de vita telefoner som var en av de viktigaste statussymbolerna i dessa hem. Malasomma blev under början av 1940-talet den kanske allra främste regissören inom denna rent inhemska genre. Endast ett par av filmerna exporterades till länder som Portugal och Turkiet. Den tyska marknaden var totalt ointresserad och beställde i stället en äventyrsfilm i djungelmiljö av Malasomma: Vom Schicksal verweht (1942) som blev en stor publikframgång i Tyskland men aldrig gick på biograferna i Italien.

## Karriären efter kriget
Det kaotiska tillstånd som Italien hamnade i efter fascismens fall och i krigets slutfas tvingade många filmskapare till ett längre uppehåll medan andra, tidigare mer eller mindre okända, klev fram och startade den neorealistiska vågen. Malasomma gjorde inga filmer under åren 1944–46 och var definitivt inte intresserad av neorealismen. Han återkom i stället 1947 med en äventyrsfilm i historisk miljö, Vild jakt (”Il diavolo bianco”), baserad på Tolstojs berättelse Hadsji Murat, hjälten från Kaukasus (1912, i svensk översättning 1947). Filmen blev en stor publikframgång i Italien och i många av de länder som den exporterades till. Malasomma hade dock inga planer på att försöka upprepa succén med en ny film inom samma genre. Han behöll endast titeltemat med djävulen och gav sin nästa film, ett samtidsdrama i klostermiljö, titeln Il diavolo in convento (1950). Han höll sig inom dramagenren även med sin nästa film Quattro rose rosse (1951) som han troligen tänkte sig som avslutning på sin karriär.
Efter flera års frånvaro återkom Malasomma något överraskande med en modern komedi, Adorabili e bugiarde (1958). Filmen handlar om tre yrkesarbetande kvinnor som vantrivs med tillvaron och iscensätter en kidnappning för att få efterlängtad uppmärksamhet och erkännande. Från komedin gick Malasomma vidare till den äventyrsgenre, huvudsakligen bestående av helt eller delvis italienska produktioner, som kallas peplum, på engelska även ”sword-and-sandal”. Den italiensk-spansk-tyska samproduktionen Slavarnas uppror (1960) var ett historiskt kostymspektakel, med handlingen förlagd till 300-talets Rom, en typisk peplum-film som inte väckte någon större entusiasm hos kritiker eller publik. Filmen var avsedd främst för den spanska publiken men den svek fullständigt och filmen utgick från biograferna där efter att ha dragit endast några hundratal åskådare. Malasomma drog sig tillbaka åter en gång men när möjligheten att ännu en gång etablera sig i en ny genre dök upp några år senare kunde han inte låta tillfället gå förbi. Hans sista film blev en spaghettivästern med den engelska titeln Fifteen Scaffolds for a Killer (1967), en direktöversättning av filmens italienska originaltitel. Filmen var en dussinproduktion som snabbt försvann i glömskan och är numera kanske värd att nämna endast för att den blev slutpunkten för två mycket olikartade karriärer, barnstjärnan Eleonora Browns och Malasommas egen.
Malasomma räknas numera vanligen inte till den italienska filmens verkligt stora namn. Hans eftermäle har handlat mycket om hans förmåga att fånga upp de trender som låg i tiden och anpassa sig till nya genrer som efterfrågats av publiken. Filmvetare har varit tämligen eniga om att Malasomma behärskade filmen som hantverk till fulländning och var åtminstone under tiden för ”vita telefoner”-filmerna en av de främsta regissörerna av komedier där dialogen utgjorde en viktig del av handlingen. Han gjorde filmer som var i publikens smak och i allmänhet drog in mycket pengar till biljettkassorna såväl i Italien som i Tyskland; många av dem såldes dessutom till ett flertal andra länder. Malasomma var i detta avseende något självkritisk i efterhand och menade att han aldrig under sin karriär fick eller tog tillfället att göra en film av något annat skäl än att tillfredsställa publikens efterfrågan och fylla biografernas kassor.